# Brug 2121
Brug 2121 is een vaste voet- en fietsbrug over de Erasmusgracht te Amsterdam Nieuw-West.
Zij ligt in het verlengde van de Jacob van Arteveldestraat en ligt in het zicht van de veel grotere Erasmusgrachtbrug in de Rijksweg 10. Het kunstwerk werd ontworpen door DP6 architecten. Zij kwam met een brug die geïnspireerd lijkt op de Japanse vouwkunst origami. Daar waar bij klassieke bruggen de overspanning grotendeels leunt op de landhoofden, kozen de architecten bij deze brug juist een zwaartepunt op één pijler. Deze pijler staat niet in het midden in het water van de Erasmusgracht, waardoor aan de noordkant een grotere doorvaartbreedte kon worden bereikt. Dit had wel tot gevolg dat de trek- en spankracht van de beide uiteinden verschillende waarden kregen, waarop het rijdek met dragende ondergrond gebouwd moest worden. 
Vanuit de tegen aanvaring beschermde middenpijler gevormd door stalen buispalen reikt het brugdek als het ware naar de landhoofden, die hier niet op de oevers liggen, maar op de dijklichamen. Die overspanning wordt gedragen door twee hoofdliggers, die tevens de balustrades en de aan elkaar gelaste staalplaten torsen. Deze constructie bleek relatief licht. Door de toegepaste landing op de landhoofden kunnen kleine landdieren die gebruik maakten/maken van de groenstroken langs de gracht ongehinderd de brug passeren. Het brugdek, dat uit een prefab stuk bestaat, werd in mei 2010 via de rijksweg 10 (ringweg) aangevoerd. De brug was bij oplevering grijs. Het wegdek is voorzien van reflecterende deeltjes zodat bij de oversteek ook daar het beeld steeds wijzigt. 

## Waardering
Een nominatie voor de Dutch Design Award versie 2010 werd niet in een prijs omgezet. Wel kreeg het de Nationale Staalprijs 2012 toebedeeld. Daarbij werd gewezen op de afwijkende vorm ten opzichte van de woonblokken in de buurt, alsmede het constant wisselend spiegelbeeld dat de brug achterlaat in het grachtenwater.
2100 · 2102 · 2103 · 2105 · 2106 · 2107 · 2108 · 2109 · 2110 · 2111 · 2112 · 2113 · 2114 · 2115 · 2120 · 2121 · 2125 · 2127 · 2128 · 2129 · 2130 · 2131 · 2132 · 2133 · 2134 · 2135 · 2136 · 2137 · 2138 · 2139 · 2140 · 2141 · 2142 · 2143 · 2144 · 2145 · 2146 · 2147 · 2148 · 2149 · 2150 · 2151 · 2152 · 2153 · 2154 · 2155 · 2156 · 2157 · 2158 · 2159 · 2160 · 2161 · 2162 · 2163 · 2164 · 2165 · 2166 · 2167 · 2168 · 2169 · 2170 · 2171 · 2172 · 2173 · 2174 · 2175 · 2176 · 2178 · 2179 · 2180 · 2181 · 2182 · 2183 · 2184 · 2185 · 2186 · 2188 · 2189 · 2190 · 2191 · 2192 · 2193 · 2194 · 2195 · 2196 · 2197 · 2198 · 2199
Overige brugnummers zijn niet (meer) vergeven, behalve brug 2177, een verdwenen brug in Park Frankendael.